# Stelis oreophila
Stelis oreophila är en biart som beskrevs av Popov 1935. Stelis oreophila ingår i släktet pansarbin, och familjen buksamlarbin. Inga underarter finns listade i Catalogue of Life.